# چارلز دابلیو. بیلینگز
چارلز دابلیو. بیلینگز (انگلیسی: Charles W. Billings; ۲۶ نوامبر ۱۸۶۶ – ۱۳ دسامبر ۱۹۲۸) تیرانداز و شهردار نیوجرسی اهل ایالات متحده آمریکا بود.
وی در مسابقات کشوری و بین‌المللی در مجموع برندهٔ ۱ مدال طلا شده‌است.